# Rousserolle des Pitcairn
Acrocephalus vaughani
Espèce
Synonymes
- Tatare vaughani Sharpe, 1900

Statut de conservation UICN

 EN C2a(i,ii) : En danger
La Rousserolle des Pitcairn (Acrocephalus vaughani) est une espèce d'oiseaux de la famille des Acrocephalidae endémique de l'archipel des Pitcairn, dans le Pacifique. C'est une espèce monotypique.

## Histoire de l'espèce
L'espèce a été décrite pour la première fois de l'île de Pitcairn par Richard Bowdler Sharpe en 1900.
Sous le nom d'Acrocephalus vaughani se regroupaient les formes de rousserolles vivant à Pitcairn et Henderson (îles Pitcairn) et Rimatara (îles Australes, Polynésie française). Ces deux dernières en ont été détachées pour constituer des espèces à part entière, la rousserolle d'Henderson (Acrocephalus taiti) et la rousserolle de Rimatara (Acrocephalus rimatarae).

## Aire de répartition
Cette espèce est endémique de l'île Pitcairn proprement dite, la seule île habitée de l'archipel.

## Habitat
Cet oiseau fréquente les formations arbustives et arborées. Il vient rarement au sol, probablement en raison de la présence humaine et de celle des chats.

## Nidification
Cette espèce se reproduit exclusivement en couples, sans constitution de trios comme chez Acrocephalus taiti, l'espèce de l'île Henderson.

## L'animal et l'homme

### Nom vernaculaire
Les habitants de Pitcairn nomment cet oiseau sparrow en pitcairn-norfolk.

### Philatélie
Cet oiseau est représenté  sur trois timbres des Pitcairn de 1964 (6 d.), 1967 (5 c.) et 1990 (1,30 $).

## Publication originale
- Sharpe, 1900 : Tatare vaughani n. sp. Bulletin of the British Ornithologists' Club, vol. 11, p. 2